# Cotton Pickers
Cotton Pickers (транскр.  Котон пикерс) српски је блуз рок бенд из Младеновца основан 2004. године. Били су победници 45. Зајечарске гитаријаде по избору жирија, Мајске гитаријаде у Пожаревцу 2010. године, а освојили су друго место на фестивалу Ухвати ритам 2010. године у Свилајнцу.
Октобра 2012. године потписали су уговор са издавачком кућом Long Play Records. Од успеха на Зајечарској гитаријади бенд успешно бележи наступе на разним фестивалима и концертима широм Србије. Били су гости у трећој сезони емисије Три боје звука.

## Чланови групе
- Јован Степић — гитара, вокал
- Иван Степић — бас-гитара
- Урош Угриновић — бубњеви

## Дискографија
Студијски албуми
- SlaughterHouse Blues (2012)[1]